# Arctolamia luteomaculata
Arctolamia luteomaculata är en skalbaggsart som beskrevs av Pu 1981. Arctolamia luteomaculata ingår i släktet Arctolamia och familjen långhorningar. Inga underarter finns listade.